# Gonzalo M. Borrás Gualis
Gonzalo Máximo Borrás Gualis (Valdealgorfa, Teruel, 15 de septiembre de 1940-Zaragoza, 27 de febrero de 2019) fue un historiador español, catedrático de Historia del Arte Moderno y Contemporáneo en la Universidad de Zaragoza.

## Biografía
Tras licenciarse en Geografía e Historia, en la facultad de Filosofía y Letras de la Universidad de Zaragoza, presentó su memoria de licenciatura sobre La Guerra de Sucesión en Zaragoza (1967). Interesado por la Historia del Arte, en 1971 defendió su tesis doctoral sobre el Mudéjar en los valles del Jalón-Jiloca. Esta tesis se convirtió en una referencia internacional sobre el mudéjar.
Entre 1976 y 1981 vivió en Barcelona, trabajando en la Universidad Autónoma de Barcelona como profesor agregado. En 1981 regresó a la Universidad de Zaragoza, sustituyendo a Federico Torralba al frente de la cátedra de Historia del Arte. Allí permaneció hasta que en 2009 decidió jubilarse anticipadamente, pasando a ser profesor emérito.
Director del Instituto de Estudios Islámicos y de Oriente Próximo; entre 1985 y 1995 fue director del Instituto de Estudios Turolenses. Director de la Institución "Fernando el Católico" de 2002 a 2005. En 1979 le fue concedida la cruz de San Jorge de la Diputación Provincial de Teruel.
Miembro del extinto Partido Socialista de Aragón, fue candidato al Congreso por Teruel en las elecciones de 1977 con la Unidad Socialista y candidato independiente, dentro de la lista del PCE, al Senado y al Ayuntamiento de Zaragoza en las elecciones de 1979; teniente de alcalde, delegado de la Promoción del Patrimonio Histórico y Extensión Cultural entre 1979 y 1980. Vuelve a ser candidato a la alcaldía de Zaragoza en 1991, como independiente, en las filas de Chunta Aragonesista. 
Sus trabajos de investigación se centraron en el arte aragonés y esencialmente en el mudéjar, materia en la que fue una autoridad.
Casado con Marisol Barrera, tuvieron dos hijas: Soledad y Beatriz.
Falleció a los 78 años en su domicilio de Zaragoza.